# 中国大陆艾滋病情况
中國大陸首宗人類免疫缺乏病毒（HIV）感染报告于1985年，首例报道感染者为一名來自阿根廷的美國游客，在北京协和医院因并发病逝世。中國科學院院士曾毅依据血清檢測显示，已知作为艾滋病病原的HIV最早於1982年以进口血液制品形式進入中國大陸，並於1982年开始感染中华人民共和国公民。1990年代，艾滋病疫情呈现快速增长态势，主要集中于云南边境吸毒者群体中，并且逐渐以各种传播方式扩散到了全国各地，形成了第一波HIV流行。由于政府医疗部门对疾病认知不足、行政部门渎职瞒报等多方面原因，造成了以河南血祸为代表的第二波HIV流行。
1990年代初，中華人民共和國政府开始组织成立部门，防治中国大陆地区艾滋病疫情，1990年代末通过法规和防治计划开始控制疫情，但2000年代初，中国大陆政府官员多次承认艾滋病疫情快速增长之态势。中华人民共和国政府对HIV/AIDS的态度从否认转为重视疫情对于人民的威胁，艾滋病疫情控制取得可观进步。联合国艾滋病规划署曾预测到2010年，中国大陆将有1000万HIV感染者。但截至2022年底，中国大陆现存HIV/AIDS患者数量只有122.3万，且HIV流行率已经被降低到不足0.1%。2023年，根据中国疾控中心主任韩孟杰的说法，中国大陆新增艾滋病患者的数量在2019年达到一年15万人的高峰，并在随后的新冠疫情三年间呈现出整体下降13%的趋势，可能的原因包括疫情阻碍人与人之间交流，因此减少了高危行为，同时年轻男同性恋使用使用暴露前预防（PrEP）及暴露后阻断（PEP）的比例不断提升。
艾滋病作为污名化的社会疾病，在世界各地产生了社会恐惧；艾滋病相关议题在中国大陆曾是，或现在仍然是一个敏感话题，尽管包括政府在内的各界尝试减少对患者的歧视，但在包括医护机构工作人员在内的社会大众对HIV携带者的歧视仍然普遍存在。媒体亦对艾滋病患者存在歧视。为数不小的公众对艾滋病有种强烈的恐惧情绪，形成了“恐艾症患者”群体。

## 传播历史

### 发现与早期传播
虽然美国在1981年首次报道了艾滋病病例，但1980年代各界对于艾滋病在中国大陆的传播情况知之甚少，有中国学者在外国学者访华期间否认HIV在中国流行。1984年，中國科學院院士曾毅開始進行HIV血清檢測，成为中国大陆早期艾滋病研究者。1985年，中國大陸出现首例艾滋病死者，至1980年代末，艾滋病疫情在中国大陆处于散发状态，案例多集中在沿海城市，患者多为外國人和其中的海外华人。
艾滋病在中國大陸的首宗死亡個案發生於1985年6月：死者为來自阿根廷裔美國旅行者，因肺部疾病送医，经与美国方面联系后确认感染艾滋病毒，最終於北京協和醫院因併發症身亡。当时的协和医院内科副主任王爱霞在诊治期间曾提取了该患者的血清标本，两周后的检测结果也显示该例患者为抗HIV抗体阳性。
1985年首宗死亡個案后不久，曾毅与浙江省人民医院和浙江省卫生防疫站合作，在1982年中国自美国进口的血液制品中发现HIV，经使用机构浙江省人民医院查验，相关血液在1983-1985年共输给19名患者，进一步化验显示其中四名血友病患者受到HIV感染。这一结果显示HIV最早于1982年以血液制品进口的形式输入中国大陆，证实HIV在中国大陆传播最早可追溯至1982年。随即，中国政府禁止了血液乃至二手衣物的进口；1986年，中国政府要求每年新来华的外国学生进行艾滋病筛查。
第二例艾滋病死亡病例出现于1987年2月，为中国大陆医师诊断的首例：死者为在美国居留近十年后返回福建的香港华人。同年，浙江省人民医院感染事件中的一名患者死亡，卫生部门对其进行了病理解剖，解剖报告发表于1988年《临床与实验病理学杂志》，证实患者为首例中国大陆籍HIV抗体阳性死亡病例。同年，云南和福建各发现一名艾滋病患者，均为外籍。据合众社报道，新修订之治安管理处罚条例将婚外性行为等视为非法，禁止了中国人与外国人的性行为，且政府还要求外国人进行艾滋病检测，北京周报等官方媒体将之与防范艾滋病关联。1989年人大常委会通过传染病防治法 ，艾滋病被纳入乙类传染病依法进行防治。

### 快速增长与扩散
| 年份 | 中国国民 | 外国国民 | 总计 |
| ---- | -------- | -------- | ---- |
| 1989 | 148      | 23       | 171  |
| 1990 | 259      | 42       | 301  |
| 1991 | 180      | 39       | 219  |
| 1992 | 211      | 55       | 266  |
| 1993 | 230      | 67       | 297  |
| 1994 | 459      | 121      | 580  |

1980年代末以来，艾滋病疫情在中国因为云南的注射吸毒和中原地区的血液买卖先后导致两次大规模流行。1990年至2000年初，艾滋病疫情呈现快速增长态势。1989年，云南瑞丽报告中国大陆首次HIV感染流行。1989-1994年间，中国大陆超八成的HIV感染病例发生于云南，主要通过共用针具传播。
1995年以来，艾滋病的传播逐步扩大化：1995年前，毒品注射引起的HIV感染仅在云南一省流行，到1999年全国多数省份均已报道同类案例；输血传播出现在华中地区，全国各省均已出现性传播病例，但云南的疫情仍为疫情扩大的主体；1995年报告病例为之前十年的总和。全国范围的疫情被认为存在低估，2000年代媒体报道显示当年河南省等地存在瞒报疫情的情况。
截至1998年，中国大陆所有省份均已报告HIV/AIDS病例。到1999年底，中國大陸官方估計有艾滋病感染者50萬人，英国《卫报》提供的内部估计甚至高达400万人。吸毒者和卖血者均多为农村人口，对HIV知之甚少，对自身病情了解甚少，疫情的规模可能被低估。

#### 云南疫情

2005年按省份報告的累计HIV感染病例

1989到1994年期间，云南边境地带共报告中国大陆超八成的感染病例，其中超过90%为少数民族，且多聚集于毒品种植和走私的金三角地带。1989年，云南瑞丽边境地区的一项对吸毒者的丙肝筛查中，五分之二的样本发现呈现HIV阳性，进一步核查发现了146名HIV感染者，而此前全国仅有22例HIV阳性患者：这项调查第一次报道了中国大陆注射毒品人群中的HIV感染流行。
1990年，首例中国大陆居民艾滋病病例报告于北京，患者4月入院，8月确诊，9月死亡。同年，中国疾病预防控制中心研究员在云南大理进行艾滋病筛查期间发现了一村庄近八成居民患有艾滋病，共百余例，而此前全国已知艾滋病病例不足10例。1991年的调查显示，吸毒者共用针头极有可能是传染源：政府为应对病毒传播，在一年内设立了大量强制性戒毒中心，但是因戒毒复吸率过高收效甚微。
毒品引起的疫情在1995年扩散到了四川，1996年到了新疆，1997年出现在广西，疫情逐步蔓延。

#### 河南血祸
1980年代末为防范HIV输入，中国政府禁止了血液制品进口。国内血源不足引发生物制药公司实行有偿采血，在河南、安徽、贵州等省份设立血站。1990年代，有100万人参与了有偿献血，多数为贫困农民。血站违规采血引起的污染，導致了第二次的HIV感染流行。当地政府对事件采取遮掩的态度，可能扩大了疫情。疫情95%主要集中在河南及周边省份的重点地区，推测感染高峰在1994年以前。
1995年3月，河南省卫生部门报告首例本省居民感染HIV病例，病例与采血关联，随即各地政府采取关闭采血机构、打击血浆倒卖的措施控制疫情传播。而据河南社科研究者劉倩，河南疾控中心1993-1995年间检出588人份HIV阳性血樣，僅1993年就有542人份，远超当年全國报告病例总数274人。据三联生活周刊记者采访得知，早在1994年，河南的卫生检疫部门就已经从兰州和上海生物制药所知悉其所提供的血浆含有HIV。后续流行病学研究发现，河南、河北、山东、贵州、安徽等多个省份都曾在单采血浆者之间发生HIV流行。颜江瑛等人报告指出，采血液者间HIV流行率达9.1%，采血浆者间的HIV流行率达到了25.9%。采血频率越高，感染率越高，每月捐赠超过15次的农村血浆供应者阳性率为41.7%。在1995年血站关闭、政府推广无偿献血后，疫情扩散受到了控制。但卖血导致HIV疫情的事件至2000年代初才开始获得曝光。
由于受感染者聚集于农村，在就医前少有知晓自身HIV感染情况者，疫情的规模可能被低估。2001年，中国中央电视台在“血祸”报道中估计HIV全国感染者已达60万。香港《亚洲周刊》报道，河南省内共有约140万人参与“血浆经济”，上百万人感染艾滋病，数万人因此死亡，并引述高耀洁，“以每个县平均2万人感染计算，至少有102万人感染艾滋病”，而报道中引述的法国《解放报》更是推测河南有150万感染者。河南省疾病预防控制中心在2006年发表的《河南省艾滋病疫情现状及流行形势分析》称全省只确认了31578多人的艾滋病阳性案例，确诊AIDS现症病人19488例，已死亡4891例，并结论河南艾滋病已进入低流行状态。感染艾滋病毒的单采血浆者可能是世界上与商业血浆捐赠有关的的已经报告的最大HIV感染人群。事故至今造成血液制品行业发展迟缓。

### 2000年代以来
2000年代，艾滋病在中国快速扩散传播，2000年代初即开始有中國政府官員承認疫情。疫情扩大化可能导致大流行的风险引起了联合国等多方关注。2000年代前期，中国大陆HIV感染人数估计约为43万与150万之间，也有统计给出了比这个区间更高的数据，有指數千萬人，有媒体据此担忧中國成为「愛滋大國」。2001年上半年的报告发病率比2000年上半年激增67%。2002年，中国政府通过哨点检测估算出HIV/AIDS患者数量约为85万人，由于农村数据收集不足可能存在低估，联合国估计患者数已超过100万，联合国和中国政府都预计到2010年这一数据将达到1000万。自2003年中国政府在联合国艾滋病规划署、世界卫生组织和美国疾病控制和预防中心的支持下，开始进行全国范围内的HIV/AIDS监测，并且每年推出年度报告。
2003年联合報告显示，估計中國大陆有84萬HIV陽性者，其中8萬人患艾滋病。該評估稱，儘管總體流行率較低（成人感染率低於0.1％），但疫情已蔓延至31個省份。截至2004年，注射吸毒者和非注射吸毒者分别贡献43.2%和26.8%的HIV感染病例，但新增病例有开始从高危人群向普罗大众转移、从农村偏远地区向城市转移的倾向。2003年以前中国大陆HIV/AIDS流行规模的数据很少，2004年估计仅10%的HIV/AIDS患者被确诊。2006年联合报告显示，至2005年底中國已确认人类免疫缺陷病毒携带者有65万，累计患病者超过100万。依据2007年聯合报告显示，性传播渐成为首要感染途径，地区间的疫情差异较大，传播速度已经开始有所下降。2007年的5萬新發感染者中，異性性傳播占44.7%，同性性傳播占12.2%，注射吸毒傳播占42%，母嬰傳播占1.1%。截至2007年10月底，全國累計報告HIV感染者223,501例，其中艾滋病病人62,838例，死亡報告22,205人。截至2007年底中國現存HIV感染者和病人約70萬，全人群感染率為0.05%，其中艾滋病病人8.5萬人，2007年新發HIV感染者5萬，因艾滋病死亡2萬人。
2010年以来的数据显示，性传播已经成为了HIV传播的主要途径，且以异性性行为传播为主，其传播比例从2006年的30.6%上升到了2011年的62.6%，2018年达到了69.6%。2017年，收报艾滋病的主要传播途径以异性性行为为主，占约七成，同性性行为其次，占约二成半。2014年10月，国家卫生计生委副主任王国强介绍说，截至2014年10月底，全国报告现存活的艾滋病感染者和病人已达49.7万例，死亡15.4万例。全国新报告HIV感染者和艾滋病患者10.4万例，比前一年增长14.8%。根据2018年联合报告，至2018年年底，中国大陆存活艾滋病感染者约125万，流行率为万分之9，整体疫情处于低流行水平，但感染者的绝对数量仍然巨大。随着艾滋病检测范围的扩大，报告新发感染人数逐年增加，2017年达到13.5万人，另估计约有三成病患对自身患病不知情。
据中国疾控中心主任韩孟杰介绍，中国大陆新增艾滋病患者的数量在2019年达到一年15万人的高峰，并在随后的新冠疫情三年间呈现出13%的下降趋势。同年，《中华流行病学杂志》发表的一篇论文显示，从2015年到2022年间，老年感染者的数量快速攀升，六十岁以上的感染者占同期感染者的占比达到25.1%，主要集中在西南和华南地区受到艾滋病影响较为严重的省份。截至2022年底，中国大陆现存HIV/AIDS患者数量为122.3万，2022年全年新增HIV感染人数达到10.7万，死亡3万例。

### 统计数据
| 年份 | 发病率（1/10万） | 死亡率（1/10万） | 病死率（%） | 发病人数 | 死亡人数 | 来源    |
| ---- | ---------------- | ---------------- | ----------- | -------- | -------- | ------- |
| 2004 | 0.2265           | 0.055            | 24.2633     |          |          | [ 91 ]  |
| 2005 | 0.4299           | 0.1006           | 23.4122     |          |          | [ 92 ]  |
| 2006 | 0.5102           | 0.1018           | 19.952      |          |          | [ 93 ]  |
| 2007 | 0.74             | 0.30             | 40.14       |          |          | [ 94 ]  |
| 2008 | 0.76             | 0.41             | 53.57       |          |          | [ 95 ]  |
| 2009 | 1.00             | 0.4967           |             | 13281    | 6596     | [ 96 ]  |
| 2010 | 1.1974           | 0.5801           |             | 15982    | 7743     | [ 97 ]  |
| 2011 | 1.53             | 0.688            |             | 20450    | 9224     | [ 98 ]  |
| 2012 | 2.93             | 0.8591           |             | 41929    | 11575    | [ 99 ]  |
| 2013 | 3.12             | 0.84             |             | 42286    | 11437    | [ 100 ] |
| 2014 | 3.33             | 0.89             |             | 45145    | 12030    | [ 101 ] |
| 2015 | 3.69             | 0.94             |             | 50330    | 12755    | [ 102 ] |
| 2016 | 3.97             | 1.03             |             | 54360    | 14091    | [ 103 ] |
| 2017 | 4.145            | 1.11             |             | 57194    | 15251    | [ 104 ] |
| 2018 | 4.6199           | 1.3459           |             | 64170    | 18780    | [ 105 ] |
| 2019 | 5.0986           | 1.5036           |             | 71204    | 20999    | [ 106 ] |
| 2020 | 4.4283           | 1.3405           |             | 62167    | 18819    | [ 107 ] |
| 2021 | 4.2669           | 1.3919           |             | 60154    | 19623    | [ 108 ] |
| 2022 | 3.6905           | 1.3388           |             | 52058    | 18885    | [ 109 ] |

## 流行病學

### 感染人口
截至2022年，艾滋病的流行率被控制到0.1%以下，整体疫情处于低流行水平，但AIDS感染者的绝对数量仍然巨大。随着艾滋病检测范围的扩大，报告新发感染人数逐年增加，2017年达到13.5万人，另估计约有三成病患对自身患病不知情，约有40万人。尽管流行率较低，但是艾滋病在中国大陆的传播速度较快，引起各方关注，中国大陆的艾滋病发病率已经从2004年的万分之0.23上升到2017年的万分之4.2，2018年新增病例增长14%。2012年至2018年期间，艾滋病的发病和死亡人数逐年增加；2019年1月至7月期间，新发例数达39483例，死亡数达11454例。据中国疾控中心主任韩孟杰介绍，中国大陆新增艾滋病患者的数量在2019年达到一年15万人的高峰，并在随后的新冠疫情三年间呈现出13%的下降趋势。
各个省份中，云南省HIV/AIDS患者最多，其次为四川、广西、河南、广东、新疆，六省人数占据中国大陆31省份的60%，在地理上艾滋病人口达到万人及以上省份多位于西南和西北地区。即便是在河南省等省区，感染人群仅集中在重点地域。广西、河南、云南、四川、重庆等地老年人群体中观测到疾病热点，感染率急剧上升，被认为和毒品贩运路线和1990年代输血传播有关。从2015年到2022年间，老年感染者的数量快速攀升，六十岁以上的感染者占同期感染者的占比达到25.1%，主要集中在西南和华南地区受到艾滋病影响较为严重的省份。随着年轻一代对于性更加开放，性传播群体开始扩大，15至24岁新增HIV感染者在2008年至2015年期间翻倍。

### 感染途径
2010年以来的数据显示，性传播已经成为了HIV传播的主要途径，且以异性性行为传播为主，其传播比例从2006年的30.6%上升到了2011年的62.6%，2018年达到了69.6%。季节性迁徙可能加速了疫情的扩散与传播。2017年，收报艾滋病的主要传播途径以异性性行为为主，占约七成，同性性行为其次，占约二成半，母婴传播和输血传播已经基本阻断。

#### 风险人群
在中国，注射吸毒者共用针头、血制品和输血有关的活动、不安全的性行为为艾滋病毒传播的高风险活动。
- 中国大陆地区HIV感染疫情流行开始于云南瑞丽农村的注射毒品者[4][35]。毒品相关疫情集中于广西、新疆、四川、广东等非法毒品贸易路线上，2004年联合报告[註 3]表明当地静脉吸毒者的HIV阳性率高达50-80%[48]。现有戒毒治疗和清洁针具交换等措施进行防控[84]。2018年联合报告显示，经注射吸毒感染者较2012年下降44.5%，戒毒在治人员艾滋病新发感染率为0.03%[84]。吸毒者与性工作者双重叠的群体风险较大[111]。
- 性工作者主要集中于东南沿海[47]。性交易的繁盛产生担忧，性工作者可能充当了将疫情传播到大众的桥梁[117][118]。对广西暗娼行为的研究表明：站街女群体较在会所等场合提供性服务的群体更有可能感染HIV，进行静脉吸毒，进行不带安全套的性行为[118]；老年人经由暗娼导致的HIV传播有所扩大，可能是因老年人较年轻人更不愿意采取安全措施[118]；2011年广西性工作者群体HIV感染率为0.92–1.10%，在中国大陆仅低于云南开远的感染率（10.3%）[118]。2010年一则针对自陆路口岸返回香港人士的调查报告显示，约三成受访者表示曾在内地进行嫖娼，其中三成表示自己未有采取安全措施，跨境活动可能为艾滋病疫情的扩散提供给机会[119]。有学者指出，性交易非法导致性工作边缘化，对于防范艾滋病造成困难[120]。警察对性工作者采取歧视态度，以是否使用避孕套作为查获卖淫的证据，使得性工作者更容易采取危险性行为[121]。
- 1990年代“血浆经济”助长了艾滋病扩散[53]。贫困农村社区的卖血者亦为高危人群[註 4][48]，其中大多数感染发生在1996年之前，主要分布在中国中部省份[111]，河南、安徽、山西、河北、山东、贵州等省份HIV在有偿献血者中的感染率为10% ー20%[111]。HIV感染率与有偿捐献的频率相关：平均每月捐赠少于5次的农村血浆供应者HIV血清阳性率为8.3%，每月捐赠超过5次但少于15次的农村血浆供应者阳性率为16.1%，每月捐赠超过15次的农村血浆供应者阳性率为41.7%[48]。有偿血浆捐赠是2000年代HIV流行的主要原因，安徽省报告手术期间输血占据14.4%的感染病例[111]。过往经血浆捐赠感染者已经开始通过性行为传播HIV[111]。
- 在中国大陆，男男性行为者是HIV感染的高危人群[註 4][48][123]。2017年中国大陆报告HIV/AIDS病例中，同性性行为[註 5]贡献25.5%[84]。收报艾滋病以男性同性性行为传播病例中，多以固定伴侣为主 ，有较高概率采取不安全的性行为[125]。中国大陆男男性行为者HIV感染率从2003年的1.4%增长到了2014年的7.7%[125]。2009-2011年期间，北京市男男性行为者间HIV流行率在8.0%左右，感染概率与双性恋、居留北京不满三年、消极看待保护措施呈相关性[126]。
- 大学生群体已经成为HIV感染的高危人群之一[註 4][127]。2011-2015年期间，15-24岁HIV/AIDS患者年均增长达到35%，其中65%为大学生[127]。大学生感染群体主要为男性，主要的传播途径为同性性交传播[127]。青春期成长教育缺乏、缺乏安全性行为的实践经历、开放的性观念可能导致了这一局面[127]。

### 疾病预后
2016年，中国大陆艾滋病患者死亡人数达到14091。针对1989-2012年HIV/AIDS患者的研究表示，诊断后1年死亡率为5.7%，两年8.2%，5年14.3%，10年为22.9%，15年为30.9%，高死亡率与男性、少数民族和艾滋病患者相关，同性传播、接受抗逆转录病毒治疗和增加CD4检测频率与低死亡率相关。
由于缺乏有效的治疗方法或疫苗，艾滋病毒引起的死亡仍然是公共卫生的一个重大问题。2011年开始印发《国家免费艾滋病抗病毒药物治疗手册》以及新的治疗标准，优先考虑耐药性检测和转换药物治疗方案，修订了开始治疗的时机。国家数据和北京、河南等地方报告显示，接受抗病毒药物治疗者死亡率有明显下降。但2006-2012年期间，中晚期感染者仍占据每年新报告HIV/AIDS病例的40%。
2006年的报告显示，HIV/AIDS患者重度抑郁和自杀比例较高，多数患者在确诊两年后仍有抑郁倾向。2018年的元分析显示，AIDS患者中抑郁症的流行率为50.8%，HIV阳性男男性行为者中为43.9%，在HIV阳性献血浆者中为85.6%，其它HIV感染人群中为51.6%。

### HIV亞型
中国大陆拥有高度多样的HIV-1亚型。1987年，曾毅等人分离出中国大陆第一株HIV，显示为HIV－1AC株。1989年，中国大陆首次在云南省德宏州吸毒者群体中发现HIV流行，后续分子研究显示此次爆发的病毒亚型为HIV-1之B亚型及B’亚型，传染来源判断为缅甸。1990年，从泰国遣返回云南的妓女群体中发现了CRF01_AE亚型。1995年在云南省德宏州首次报道C亚型毒株。1999年，福建省发现中国大陆已知最早的HIV-2感染者：一名西非回国居民被边检检出HIV-2，其在海外以及回国后在国内均有冶游史。2018年，湖南省出现中国大陆首次非输入性HIV-2传播病例报告，共2人确诊。2017年，北京协和医院报告世界首例呈现HIV-1抗体阴性的艾滋病合并肺卡波西肉瘤的成人病例，HIV核酸检测后确诊。
HIV的基因具有高度变异性，能依据时空适应差异产生许多亚型，以及不同的循环重组体和独特重组体。在中国大陆發現的HIV-1亞型现已经包括B、B’、A、C、D、E、F、G以及BC和BB重組體等。华中地区有偿采供血人群中的优势株为B’亚型， 约有8.5～9.6年的中位潜伏期。注射吸毒者中，最常检测到C亚型，以及CRF07_BC和CRF08_BC重组体。男同性恋者中，则最常检测到CRF55_01B和CRF59_01B重组体。多种不同的CRF01_AE病毒株在中国流行，该毒株有较强的致病性，脱离潜伏期仅需要4-5年。

## 疫情控制
早期的疾病控制着重于阻止艾滋病毒入境，血液进口被禁止、强化惩治毒品和卖淫的法律、允许隔离患者等传统的公共卫生控制和隔离传染病病例的方法，这类方法收效甚微，且可能助长了对危险活动的隐瞒。1990年中国衛生部成立了國家艾滋病委員會，1992年中国卫生教育研究所設立了中国大陆第一個艾滋病諮詢熱線。自1995年起即有官员考察团前往澳大利亚、美国、巴西、泰国等地进行，考察防范艾滋病的方法。1997年，中国预防医学科学院曾在加州大学洛杉矶分校组织学者讨论对风险人群的干预措施。1998年11月30日，政府發布了一項關於預防和控制艾滋病的13年計劃（1998-2010），該計劃確定了艾滋病毒陽性人口保持在150萬以下的目標。同年，中国在国际艾滋病会议上宣布中国的中期艾滋病防治政策。2006年，中国政府公布实施了《艾滋病防治条例》。
媒体通在疫情控制中起到了巨大影响。中国大陆媒体对中国HIV/AIDS疫情的首次全面报道追溯到1996年《南方周末》头版报道，自此国内外媒体开始报道河南等地患者缺乏服务的情形，中国大陆艾滋病情况获得国内外的广泛关注。1997年12月，全国人大常委会通过立法禁止用於商業用途採血。2003年SARS疫情引起了政府的积极转变，带来了实时电子病例报告等对于防范HIV/AIDS控制有益的制度。2003年，国务院推出了四免一关怀政策，即：向无保险的患者提供免费药物；免费自愿咨询和检测；向孕妇感染者免费药物，且对新生儿进行检测；艾滋病孤儿免费入学；向HIV/AIDS感染者的家庭提供关怀和援助。2004年开始推广推广高危人群行为干预措施。2011年开始印发《国家免费艾滋病抗病毒药物治疗手册》以及新的治疗标准，优先考虑耐药性检测和转换药物治疗方案，修订了治疗开始的时机。

### 控制传染源
2017年，最高人民法院和最高人民检察院发布司法解释，指出：已知感染HIV而继续卖淫者，将按照传播性病罪从重处罚，致使艾滋病毒感染的以故意伤害罪定罪；已知感染HIV而不采取防范措施与他人发生性关系，若造成艾滋病毒感染，则亦以故意伤害罪定罪。《艾滋病防治条例》要求娱乐场所提供避孕套，大学校园和酒店等地安装了避孕套贩卖机，针对青年和农民工的避孕套宣传和艾滋病毒教育活动扩大化。2002年起，中国在河南省试点抗逆转录病毒治疗计划，2003年推广到各省区，自此中国迅速扩大了抗逆转录病毒治疗计划。2017年联合报告显示，接受抗病毒治疗者达到61万人，但是治疗推广带来的病毒耐药性问题引发了新的担忧。2018年，第一种低成本的单片复方艾滋病治疗药物绥美凯获得中国药品和食品管理局批准并上市。

### 保护易感人群
2004年起，中国政府开始为艾滋病流行地区提供免费HIV筛查。2000年代以来艾滋病检测人数不断扩大，2011年一年已经达到约8000万人次，是2004年的一倍。2004年估计仅10%的HIV感染者被确诊，2017年仍估计约有三成病患对自身患病不知情。公共卫生系统之外，非政府组织也提供了筛查服务，并获得了同性恋者的欢迎。中国政府制定了美沙酮维持治疗计划协助吸毒者戒毒，并且获得了国际国内社会的认可。2004年起，云南省等多个地区开始为吸毒者提供清洁针具和美沙酮，一度被质疑为纵容吸毒。但是近年来，云南省艾滋病治疗覆盖逐步提升，新发感染人数已经不再快速增长。

### 切断传播途径
1997年12月，全国人大常委会通过中華人民共和國獻血法，法案於1998年10月1日生效，法律要求衛生部門規範採血，禁止用於商業目的的非法採血。2002-2008年，全国报告输血传播病例18例，均是反复有偿献血所致；虽然自愿献血者也可能造成传播，但该群体HIV阳性检出率极低，窗口期感染应当更低。2017年报告显示，中国大陆地区HIV的母婴传播和输血传播已经基本阻断。
2017年的调查显示44%大学生在大学以前未经过性教育。中国的大学现在已经开始以折扣价格設置了出售艾滋病毒检测包的自動售貨機。以哈尔滨医科大学为例，艾滋病毒检测包售价价格30元，价格仅为市场价的十分之一，但2016年11月开始到2017年4月间仅售出10包。《经济学人》报道认为，要打破艾滋病流行扩大化的局面，中国需要推广普及性教育。

## 医学研究

### 疾病监控
HIV监测和CD4抗体水平监测依赖于实验室技术水平。2010年报告显示，当年有8273个地方检测实验室、254个确认实验室、35个省级确认中心实验室和1个国家艾滋病参考实验室，形成了完善的实验室网络。HIV抗体测试到CD4细胞计数、病毒载量、婴儿早期诊断、耐药性基因分型、HIV-1亚型和发病率分析等等均可以在各个实验室完成，但地方实验室的建设有待完备。2008年起，中国大陆卫生部门开始采用一套统一的网络数据上报系统来检测疫情，范围涵盖所有省份，内容包括艾滋病毒检测、预防、治疗和护理信息，方便了数据的收集和分析利用，支持了政策推进和实施。2018年科学报告期刊刊载了中国研究人员利用百度指数来预测艾滋病流行的方法。

### 医药研发
疫苗研发有三期，需要至少八年：第一期测试安全性和耐受性，第二期测试免疫系统刺激，第三期需要证实对患者产生保护性，艾滋病疫苗仅需要30%的有效性就可被批准上市。中国自1990年代即开始参与HIV/AIDS疫苗研究，至2007年有长春百科和国家艾滋病性病控制和预防中心的药物实验进入二期阶段。但2014年，据中国科学院孙彩军博士介绍，至今全球范围内已进行两百多次人体临床试验，进入三期成功者仅三期临床阶段，多数止步于一二期实验。2007年清华大学张林琦博士与香港大学陈志伟博士介绍了改良型痘苗病毒天坛株（MVTT）载体疫苗经7年恒河猴实验效果显著，但仍需临床试验。截至2018年，全球尚无成功疫苗。2018年4月，香港大学陈志伟团队召开新闻发布会，介绍与内地多个院所共同研发的名为BiIA-SG的针对HIV的创新型广谱抗体药物，前期研究表明在人源化小鼠上广谱性为100%。
2018年11月，贺建奎团队宣布通过基因编辑技术对改造婴儿胚胎CCR5基因使实验后的婴儿对艾滋病产生了免疫力，基因编辑技术是否足够安全、编辑CCR5基因是否会对其它生理机理产生影响均未经验证。贺建奎自称7名婴儿中疑似有一名基因敲除使破坏HIV-1结合位点附近蛋白构象的脱靶嫌疑者，但征求意见后仍植入子宫。事件引起多方争议，事件后官方证实违反伦理规定，将对后续婴儿情况进行跟进观察。

### 替代医学
自2004年以来，中华人民共和国政府免费为HIV/AIDS患者提供中草药用以治疗。截至2018年12月，仅有唐草片一种中药通过了国家食品药品监督管理总局用以治疗HIV/AIDS的审批，另有益艾康胶囊、扶正排毒片、爱可扶正片、艾可清胶囊、艾灵颗粒、中研II号、扶正抗毒胶囊、康爱保生胶囊等一批药物临床在试，尚不能达到食品药品监督管理总局批准要求。中医药治疗主要集中在协助HAART治疗减少副作用，以及防治艾滋病常见机会性感染，通过有《艾滋病中医诊疗指南》《艾滋病常见病证辨证施治技术指导原则》等一批技术规范文件。
中药提取物为抗病毒治疗的药物筛选提供了来源，现已有黄芩苷、丹通尼克等药物在试。2017年报道一组9名HIV/AIDS患者接受中医药实验实验功能性治愈的案例，但缺乏对照和定期观测。中医辨证被用于治疗艾滋病。2018年报道指出热毒累积型和脾肾阳虚型两种中医症候存在蛋白质表达和信号通路的显著差异，为其提供了理论支持。当前未有对照实验显示中医治疗对艾滋病患者长期生存产生影响，难以确认其有效性，且中西医药物间的相互作用缺乏研究，难以知晓其后果。2019年的真实世界数据分析表明，中医药结合逆转录药物治疗比起单独使用逆转录药物，死亡率没有明显的差别，在前三年，单独使用逆转录药物的患者有着更高的CD4细胞计数，但第四年起则相反。

## 社会歧视
艾滋病无法治愈、多传播途径等特征造成了社会恐惧，艾滋病相关议题在中国大陆曾是或者现在仍然是一个敏感话题，尽管政府在内的各界尝试改善对患者的歧视，医护机构工作人员在内的社会大众对HIV携带者的歧视仍然普遍存在，并且形成了一批“恐艾症”群体。媒体依然存在对于艾滋病患者的歧视现象。

1980年代艾滋病开始在西方国家出现时，中国舆论将之与西方资本主义挂钩，感染者往往会被贴上外国人或者中国社会之外的标签。早期公共卫生警告往往宣传宣传其恐怖，并将疾病与外国与同性恋挂钩。但是首批感染者却发生在偏远农村的农民当中，其中还有许多是少数民族。尽管处于疫情处于低流行态势，艾滋病疫情的扩散依然引起大众及媒体的关注，并引起过2010年取消艾滋病患者入境限制以及男男性行为增加导致艾滋病疫情扩大化的谣言。网络和媒体流传的有关官员患艾滋病的性醜聞，曾引起过民众恐慌和媒体关注。
當今中国文化推崇家族和谐，而非个性化和超出常规的行为，因而后者会招致批评，被认为会经历磨难，从而会产生耻辱与污名。2009年的调查显示，62%的HIV感染者感到耻辱，75%的感染者感到自卑，过半女性和超四成男性尝试过自杀。还有大量患者因为担忧耻辱，不敢告诉自己的家人。
在中国大陆，因为对艾滋病缺乏了解等原因，有为数不少的人对艾滋病有种强烈的恐惧，形成了“恐艾症患者”群体。作为与HIV/AID患者接触的前线，近四分之三的医护人员曾发生过职业暴露行为，但根据山东等地的一项调查，只有一半的医护人员知道如何处理职业暴露情形；2018年的一项元分析显示，尽管超过九成的医护人员认可应当给HIV/AID病人无差别的诊疗服务，但只有30.87%的医护愿意自己提供此类服务。长期的宣传并未能减轻大众对艾滋病患者的歧视，2014年的全国调查发现，五分之一的HIV感染者在家中使用专用餐具。尽管通过了《中华人民共和国就业促进法》《艾滋病防治条例》等法律，艾滋病患者的权益仍然无法得到保障。中国政法大学调查表明，半数企业员工认为艾滋病患者不应当享有平等就业机会，另有研究表明绝大多数中国公众不愿使用艾滋病患者生产的产品。

### 反歧视举措
1999年，艺人费翔接受病毒学家曾毅院士的邀请，在北京地坛医院与HIV感染者公开拥抱，成为在中国大陆第一位敢于公开与艾滋病患者拥抱的知名艺人。习近平的妻子、歌唱家彭丽媛则长期担任世卫组织结核病和艾滋病亲善大使。濮存昕、姚明等人也先后加入了艾滋病宣传大使的行列之中。
2003年12月1日，國務院總理溫家寶在北京一家醫院探訪艾滋病患者，成為中國第一位公開與艾滋病患者握手的總理，以消除社會歧視，温家宝执政的十年里每年都会参与世界艾滋病日活动。2004年11月30日，时任中共中央總書記胡錦濤與北京艾滋病患者進行面對面會談。2012年11月30日，中共中央總書記习近平前往北京市社区药物维持治疗第七门诊部探望艾滋病患者。
1999年，衛生部強調保護感染艾滋病毒的人的合法權利，申明HIV感染者可以结婚，艾滋病患者不可结婚，2003年中国大陆艾滋病患者结婚合法化。2010年取消了艾滋病患者入境禁令。中国大陆在2006年即通过了《艾滋病防治条例》，在2010年8月出现了首起涉及HIV/AIDS就业歧视的诉讼，社会反响极大，直至2017年在广州才有首起病人胜诉的案件。2014年一起南充艾滋病儿童被村民集体驱赶事件，引起媒体和联合国系统的关注，最终卫生与计划生育委员会介入协调以保障儿童权益，并重申保障病患权益的要求，还命令各地督导检查政策执行之情况。

### 民间力量
政府称会推动非政府组织防治艾滋病，私营部门也被鼓励开展预防和教育活动。但大规模的非政府组织都有政府资助背景，小规模的非政府组织面临着复杂的批复手续。2017年，抗艾滋病、结核和疟疾全球基金撤出对中国的资助使得中国大陆开始组建起与前者类似的基金会以资助非政府组织，有学者认为非政府组织的薄弱分散不利于中国实现防控艾滋病的目标。
2013年10月，贵州一名中学教师因体检查出HIV阳性，被学校解约，为此提出劳动仲裁和民事诉讼，成为中国大陆第一例HIV相关就业歧视诉讼。该案件于2016年由贵州省黎平县法院判决黎平县教育和科技局应当支付给该教师离职的经济赔偿9800元，但并没有要求黎平县教育和科技局恢复其教职。无独有偶，2015年12月，一名HIV感染者在江西上饶市市直事业单位工作人员考试中获得笔试面试和综合第一的成绩，却因《公务员录用体检通用标准》未被录用。他在事后提起诉讼，但却在一审中败诉。
为此，50名律师于2016年7月致信中华人民共和国人力资源和社会保障部、卫生和计划生育委员会，要求修订《公务员录用体检通用标准》，另有55名律师于2016年致信彭丽媛等人，呼吁关注HIV/AIDS病人的平等就业权。2023年11月末，60名中国律师致信中华人民共和国国务院，要求修改《公务员录用体检通用标准》中针对艾滋病的歧视性条款。信件指出，实际操作层面，不少国家公务机关通过部门规定，抵触《艾滋病防治条例》等上位法，剥夺了HIV感染者担任公务员、警察、教师等职务的权利。

### 隐私争议
在中国大陆，HIV携带者倾向于选择不将自己的病况告诉他人，信任且倾向于寻求第三方专业人士的协助，为卫生服务提供者提供关怀创造了条件。联合国艾滋病规划署和中央党校的报告显示，近九成的患者将病情告知自己的配偶，超八成告知家人，但有半数报告并且未经其允许被告知了朋友或邻居，有15.3%的受访者称医生泄漏了其病情。曾有媒体在报道时间接透露的患者个人信息，曾对患者的权益保护造成了不良后果：2003年温家宝与艾滋病患者握手的新闻图片传播后，病人病情被公开，加深了周围人对病人的歧视。
有批评称，当前艾滋病病人权益保障无规定对亲属的告知权，可能侵害了一部分公共利益。有学者认为，现行《艾滋病防治条例》规定医师不得未经允许告知配偶和性伴侣以患者病情，违背了立法本意。2019年，关于《民法典》是否应当保障艾滋病人的病情信息曾引起争议，有学者建议添修条文，规定隐私保护“不得对他人及社会造成危害”。2020年，新出台的《民法典》明确要求患有重大疾病的一方应当在结婚登记前如实告知婚前病史，否者另一方有权利撤销婚姻。

### LGBT权益
早期公共卫生警告往往宣传HIV/AIDS的恐怖，并将疾病与同性恋挂钩，加深了对同性恋群体的歧视。中国大陆政府在不清楚病情传播途径的情况下，以排除同性恋者、血液制品等在内的潜在传染源的形式企图阻止疫情入境。1997年同性恋除罪化以来，同性恋群体的权益一直缺乏保障：同性婚姻不合法与社会认同的压力，使得70-90%的男男性行为者最终会与女性结婚，成为了传播艾滋病的桥梁。在中国大陆运营的同性恋社交网络Blued在平台上添加了一个红丝带图标，提供HIV/AIDS相关的信息，非政府组织亦使用微信用以传播防范艾滋病的讯息。

## 相关争议

### 政府追责
在20世纪90年代初，单采血浆行业快速发展，单采血浆站为了节约成本，使用同一个离心机离心不同人血液，再回输红细胞造成污染，且为节省成本频繁采集、超量采集、交叉采集，甚至于省去检测。20世紀90年代中期，因捐獻血液問題及污染而導致第二次的艾滋病災難大爆發。2001年8月23日，中国政府承认，3万至5万中国人可能通过非法采集和销售血液感染了艾滋病毒。2004年，邢台市一家医院据报道被法院下令向一名不幸感染艾滋的女孩的父亲赔偿36万元人民币。2006年12月初，黑龙江省的一家医院19名因输入受感染的血液而感染艾滋病毒的受害者与医院达成和解，获得2000万元人民币赔偿，其中十八名受害人会获医院发放一笔20万元人民币的援助金，以及每月另外2000元人民币的援助金，一名死于艾滋病的受害者将收到30万元人民币的赔偿。
一些国际人权组织称，高耀洁在内的中国的艾滋病活动人士在工作中继续面临严重障碍，包括任意拘留、骚扰和恐吓，以及其他侵犯人权的行为。据美国之音报道，2002年8月22日，万延海在互联网上发表了《评河南省卫生厅‘关于全省艾滋病防治工作的汇报’》，两日后被北京公安以“泄露国家机密”为由逮捕，后于9月20日将其无罪释放。2010年，万延海离开中国赴美。据美国之音报道，2005年，30多名因为输血感染艾滋病的妇女和儿童前往会议地点郑州黄河迎宾馆，向据悉要前来的副总理吴仪递交请求信，希望政府改善他们的医疗条件，给予他们平等就业的权利，追究审判河南当年大肆兴办血液制品产业的负责人，各级贩卖血液的血头，以及直接管理血液安全的省地市各级卫生部门负责人，赔偿输血感染者每人最高50万，儿童感染者最高70万。信件由50多名艾滋病患者签名，但提交信件的北京艾滋病活动人士胡佳被了解到情况的河南郑州警方带走。据自由亚洲电台报道，2013年，河南、河北、山东等地的艾滋病感染者赴北京集体请愿，要求政府赔偿，有请愿者被逮捕。同年，中国卫生部前官员、原中国健康教育研究所长陈秉中向中国总理李克强发布公开信，指责其主政河南期间隐瞒疫情，打压王书平、高耀洁在内的河南艾滋病维权人士。

### 医疗事故

#### 违规操作
2017年，浙江省中医院一名技术人员违反“一人一管一抛弃”操作规程，在操作中重复使用吸管造成交叉污染，造成重大医疗事故，经疾控机构检测确诊5例感染者；事后，涉事技术员被刑事拘留、立案调查，最终因医疗事故罪判处获刑2年6个月，时任院长、副院长、检验科主任等被免职。
对涉事医生的法院判决文书显示，2016年12月30日上午，涉案技术员进行“封闭抗体治疗”项目期间抱持侥幸心理，违反“一人一管一抛弃”操作规程操作，2017年1月24日接受项目的一女子告知主治医师其丈夫因个人原因感染HIV，涉案技术员了解后自知危险而上报，至2017年2月确认5名HIV感染者。

#### 窗口期输血
2014年9月，福建一五岁女童血液检验呈现HIV阳性，疑似因四年前心脏手术在医院输血导致。官方调查事后发现输血血样中有一例阳性样本，与献血者复查后证实HIV感染：这些结果显示该女童大概率为艾滋病窗口期感染，且认定医院和血液中心均无法律上的不当行为。两家涉事单位进行了77万人民币的补偿。事件引发对输血安全的担忧，以及对窗口期输血导致事故的责任等相关法律规章进行修改的争议。

#### 基因剪辑婴儿
2018年11月，贺建奎对美联社表示，其团队於2018年通过基因编辑技术对改造婴儿胚胎细胞，使得婴儿CCR5基因对艾滋病产生了免疫力，随后引发了中国境内外的廣泛爭議。基因编辑技术是否足够安全未经验证，编辑CCR5基因是否会对其它生理机理产生影响，人体基因编辑技术是否符合人类伦理等问题引发各界强烈意见。后续调查指出伪造伦理审查书、违反HIV携带者不得实施辅助生殖之规定的情形。广东省调查组表示对涉事人员将依法处理，贺建奎就职学校南方科技大学亦終止其在校內教學科研活動。不久，贺建奎因非法行医入狱。但他的国际合作者，如张进、迈克尔·W·蒂姆却能置身事外，从未遭到任何的谴责。2022年4月，贺建奎刑满释放。此后，贺建奎一度获得香港吸引优秀人才的签证，打算前往香港寻找合作者以研究罕见病，但引发争议后，其签证被香港政府撤销。

### 行业监管
2019年2月5日，中国大陆媒体报道上海新兴医药股份有限公司生产批次为20180610z的静脉注射人免疫球蛋白呈现HIV抗体阳性。依据经济观察网报道，事件追溯到江西一位新生儿检出HIV弱阳性，依照追溯体系追查到上海新兴医药，同年1月15日，国家药品监督管理局发布《关于修订静注人免疫球蛋白和冻干静注人免疫球蛋白说明书的公告》，在其中警示：原料由人血采集，生产理论上可以消除病毒传播危害，但无法完全消除隐患，应当谨慎使用。据财新网报道，行业人士指出，工业产生中通常会经过病毒去除和失活，因此出现感染的概率较低。据自由亚洲电台转述业内人士，批评涉事企业未做好血液检测，安全隐患极大，该电台亦证实常规操作流程下较难出现病毒。随后，涉事产品被查封，并被要求检测。2月6日，国家药监局发文称涉事药品和涉事儿童均未检出HIV阳性。2月10日晚间，上市企业中国医药称已经受政府命令已经停产旗下公司上海新兴相关批号药品。

## 外部網站
- 抗艾滋病、结核和疟疾全球基金（英語）
  - 美国对外关系委员会关于全球基金在中国的报告（页面存档备份，存于）（簡體中文）
- 联合国艾滋病规划署驻华办公室（簡體中文）
  - 中国国别数据（页面存档备份，存于）（英語）
  - 中国2012年艾滋病防治进展报告（英語）
- 世界卫生组织HIV/AIDS数据库（页面存档备份，存于）（英語）
- 中国实施千年发展目标进展情况报告（页面存档备份，存于）之艾滋病控制部分（2007）（簡體中文）
- 英国慈善机构Avert对于中国HIV/AIDS现状的同行评议报告（页面存档备份，存于）（2015）（英語）
- 2018年中国艾滋病感染传播的网络媒体分析（页面存档备份，存于）（簡體中文）
- 中国与联合国艾滋病规划署（页面存档备份，存于），联合国驻华系统报告（2018）（簡體中文）

病患权益保障
- 人权观察关于中国艾滋病活动者受限的报告（页面存档备份，存于）（2005）（英語）
- 国际人权联盟关于中国艾滋病人权侵害的报告（页面存档备份，存于）（2005）（英語）
- 中国艾滋病病毒感染者歧视状况调查报告（页面存档备份，存于）——联合国艾滋病规划署报告（2009）（簡體中文）
- 检测等关怀事宜提供机构：
  - 中国疾病预防控制中心性病艾滋病预防控制中心（页面存档备份，存于）（簡體中文）
  - 關懷愛滋 AIDS Concern（香港）
  - 中国红丝带网-全国艾滋病信息资源网络（页面存档备份，存于）（簡體中文）
  - 艾滋病和艾滋病病毒感染诊断国家标准（页面存档备份，存于）（簡體中文）

媒体故事
- 杨紫烨导演奥斯卡获奖影片《颍州的孩子》（2006）（英語）
- 美国驻华大使馆关于中文艾滋病文献的翻译摘选（2001）（英語）
- 南方人物周刊：《高耀洁：80岁这一年》（2007）（簡體中文）
- 余华1995年小说《许三观卖血记》（簡體中文）
  - 《许三观卖血记》：这只是千万个卖血故事中的一个（页面存档备份，存于）（簡體中文）

## 脚注
1. 1 2 3  艾滋病（AIDS），即获得性免疫缺陷综合征，是艾滋病毒感染的最后阶段。艾滋病毒即HIV，亦即人类免疫缺陷病毒[1]。HIV/AIDS即HIV感染和艾滋病的合并写法。
2. ↑  1989年，在云南瑞丽首度发现HIV流行，检出146名感染者。1990年，在云南大理首度发现艾滋病流行[5][44]。
3. 1 2 3 4 5 6 7  中国卫生部门和联合国的艾滋病监测合作自2000年代初即展开，每年发布一份联合报告[79]。本条目中简称为“联合报告”。
4. 1 2 3 4  高危人群（英語：High risk group）是指其自身暴露于HIV的风险，而非对大众的风险[122]。
5. ↑  女女性行为罕有报道HIV/AIDS传播[124]，艾滋病毒的同性性行为传播几乎仅存在于男男性行为情形下。
6. ↑  美国之音的发布的新闻属于自由版权文字，已经收入维基新闻，可参见报道。